# Reuben Gold Thwaites

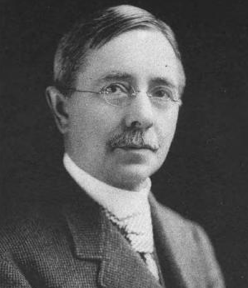
Der Bibliothekar und Historiker Reuben Gold Thwaites.

Reuben Gold Thwaites (* 15. Mai 1853 in Dorchester (Massachusetts); † 22. Oktober 1913 in Madison (Wisconsin)) war ein amerikanischer Bibliothekar und Historiograph. Er ist der Herausgeber der Original Journals of Lewis and Clark und der Bände XI-XIX von The Jesuit Relations, Early Western Travels, 1748–1846. Außerdem verfasste er mehrere Werke über amerikanische Expeditionen und die Kolonialgeschichte Nordamerikas.

## Biografie

### Leben
Reubens Eltern, William George und Sarah Bibbs Thwaites, waren 1850 aus Yorkshire (England) nach Dorchester ausgewandert. Die Familie zog 1866 nach Omro (Wisconsin) um, wo Reuben auf ihrer Farm arbeitete, Kursmaterialien auf Universitäts-Niveau studierte und für die Oshkosh Times schrieb. Von 1874 bis 1875 studierte er englische Literatur, Wirtschaftsgeschichte und internationales Recht an der Yale University. Thwaites kam als nicht immatrikulierter Student nach Yale und studierte auch darüber hinaus nie formell an einer Universität, obwohl er später in seinem Leben einen Doktor der Rechte (LLD) von der University of Wisconsin erhielt.
Von 1876 bis 1886 war Thwaites Chefredakteur des Wisconsin State Journal. 1885 wurde er stellvertretender Geschäftsführer der State Historical Society of Wisconsin. Als der Geschäftsführer Lyman Draper 1887 in den Ruhestand ging, wurde Thwaites zu seinem Nachfolger ernannt. Während er die Geschichtsgesellschaft leitete, gab er die Bände XI-XIX der Jesuit Relations 1748–1846 und Original Journals of Lewis and Clark heraus. Er verfasste auch eine Reihe von Artikeln und Monografien, darunter eine Biografie von Daniel Boone, eine Biografie von Jacques Marquette und eine Geschichte des kolonialen Nordamerikas.
Thwaites wird zugeschrieben, die Forschung rund um die Lewis-und-Clark-Expedition auf ein neues Niveau gehoben zu haben. Vor den Ausgaben, die unter seiner Leitung erschienen, waren Allgemeinwissen und wissenschaftliche Arbeiten größtenteils durch Legenden beeinflusst. Thwaites entdeckte verschiedene zusätzliche Originalquellen, darunter auch das Tagebuch von Charles Floyd, dem einzigen Mitglied des Corps of Discovery, das auf seiner Expedition starb. Indem diese unterschiedlichen Quellen aufgenommen und in eine zusammenhängende Reihe von Bänden gebunden wurden, wurde die Art und Bedeutung der Expedition allgemeiner anerkannt.
1892 wurde Thwaites zum Mitglied der American Antiquarian Society gewählt, 1899 war er Präsident der American Library Association und 1910 wurde er zum Präsidenten der Mississippi Valley Historical Association ernannt.
Thwaites starb im Oktober 1853 nach einem kurzen Krankenhausaufenthalt an Herzversagen. Er wurde 60 Jahre alt.

### Kritik und Quellenarbeit an denJesuit Relations
Thwaites war bekannt dafür, kein bloßer Akademiker zu sein, sondern eher ein Historiker, der versuchte, die Geschichte anhand von Quellen zu verstehen. Thwaites Ansatz und seine Arbeit wurden teilweise von seinen Zeitgenossen in Frage gestellt. Auch in der Neuzeit forderte insbesondere der Historiker Donald Jackson eine gründlichere Arbeit der Original Journals of Lewis and Clark.
Bei der Bearbeitung der Jesuit Relations fügte er Hintergrundinformationen hinzu, die im Bezug auf Ereignisse in Europa allgemein glaubwürdig und gründlich sind. Sie scheinen aber weit weniger gründlich in Bezug auf die Störungen der Indigenen Völker durch eingeschleppte Krankheiten und andere Umstände. Die Kritik lautet allgemein, dass seine Originalwerke unsensibel seien und Thwaites es versäumt habe, die voreingenommene und ungenaue Berichterstattung in den Jesuit Relations vollständig zu erklären. Reubens Zusammenfassungen enthalten Formulierungen wie: 
„[Europäer] verließen das luxuriöseste Land Europas, um Schutz in den stinkenden und unwillkommenen Hütten einer der elendsten Rassen der Menschheit zu suchen.“
Thwaites gilt jedoch trotzdem als Pionier eines Ansatzes zur Nutzung der Jesuit Relations als Quelle, der weiterhin in der modernen Wissenschaft existiert.

### Familie
1882 heiratete er seine Frau Jessie. Ein Jahr später bekamen sie ihren Sohn Fredrik Turville Thwaites (1883–1961), einen renommierten Glaziologen, Geomorphologen und emeritierten Professor der University of Wisconsin-Madison.

## Publikationen (englisch)
- Die Original Journals of the Lewis and Clark Expedition 1804–1806. Herausgegeben von Thwaites.Alexander Scott Withers: Chronicles of Border Warfare, or a History of the Settlement by the Whites, of North-Western Virginia, and of the Indian Wars and Massacres in that section of the State; with Reflections, Anecdotes, Reuben Gold Thwaites (Hrsg. u. Komm.), Cincinnati 1895, neu aufgelegt 1958
- Reuben Gold Thwaites (Hrsg.): The Jesuit Relations and Allied Documents: Travels and explorations of the Jesuit missionaries in New France, 1610–1791, Cleveland 1896–1901.
- Reuben Gold Thwaites: Daniel Boone. New York 1902. D. Appleton & Company.
- Reuben Gold Thwaites: Father Marquette. New York 1902. D. Appleton & Company.
- Reuben Gold Thwaites: How George Rogers Clark won the Northwest, and other essays in western history, Chicago 1903. A.C. McClurg & Co.
- Reuben Gold Thwaites: A brief history of Rocky Mountain exploration. D. Appleton & Company, New York 1904.
- Reuben Gold Thwaites (Hrsg.): Original Journals of the Lewis and Clark Expedition 1804–1806, 7 Bände, New York 1904–1905.
- Reuben Gold Thwaites: France in America, 1497–1763. Harper & Brothers, New York 1905.
- Reuben Gold Thwaites: Wisconsin. 1909.
- Reuben Gold Thwaites: The Colonies, 1492–1750. New York 1910. Longmans, Green, and Co.
- Reuben Gold Thwaites: School History of the United States. 1912.